# Генералштаб Турских оружаних снага
Генералштаб Турских оружаних снага (тур. Türk Silahlı Kuvvetleri Genelkurmay) највиши је оперативни и командни орган Турских оружаних снага.

## Дјелокруг
Генералштаб је одговоран за борбене припреме, војно-обавјештајне послове, операције, организацију, тренинг и логистику. Надаље, Генералштаб координира и одржава односе с оружаним снагама других земаља и војним организацијама.
Команда над Жандармеријом и Обалском стражом, које раде у саставу Министарства унутрашњих послова као безбједносне агенције, у току ратног стања се подвргавају командама Војске и Морнарице и тада обављају војно-полицијске послове по наређењима Генералштаба.

## Начелник Генералштаба
На челу Генералштаба се налази начелник Генералштаба (тур. Türk Silahlı Kuvvetleri Genelkurmay Başkanlığı) и он је активни командант Турских оружаних снага.
Према Уставу, начелник Генералштаба је одговоран премијеру и у вријеме мирног стања служи као командант Турских оружаних снага. У вријеме ратног стања он преузима дужност врховног командата од предсједника Турске Републике.
Према протоколу, начелник Генералштаба се налази пети у хијерархијској љествици, одмах иза предсједника Републике, предсједника Уставног суда, предсједника Велике турске народне скупштине и премијера.
Тренутни начелник генералштаба је генерал Метин Гурак.